# ناثان نغويي
ناثان نغويي هو لاعب كرة قدم بلجيكي، ولد في 10 يونيو 2003 في بلجيكا.

## وصلات خارجية
- ناثان نغويي على موقع إي إس بي إن إف سي (الإنجليزية)
- ناثان نغويي على موقع قاعدة بيانات كرة القدم.إي يو (الإنجليزية)
- ناثان نغويي على موقع ليكيب (الفرنسية)
- ناثان نغويي على موقع Soccerbase.com (لاعب) (الإنجليزية)
- ناثان نغويي على موقع Soccerway.com (الإنجليزية)
- ناثان نغويي على موقع عالم كرة القدم.نت (الإنجليزية)
- ناثان نغويي على موقع GSA (الإنجليزية)